# Osiedle Willowe (Kraków)
Osiedle Willowe (do roku 1958 Osiedle A-1 Północ) – zabytkowe osiedle w Krakowie wchodzące w skład Dzielnicy XVIII Nowa Huta, niestanowiące jednostki pomocniczej niższego rzędu w ramach dzielnicy.
Graniczy z os. Hutniczym od zachodu, z os. Wandy od południa i poprzez ul. Władysława Orkana z os. Stalowym od północy. Na wschód od osiedla znajduje się Rodzinny Ogród Działkowy „Wanda”.
Jest to jedno z najstarszych osiedli Nowej Huty. Większość budynków stanowią dwupiętrowe bloki mieszkalne, od strony południowej znajduje się również kilka jednopiętrowych. Duża ilość zieleni sprawia, że ten fragment Krakowa stanowi modelowy przykład architektury „miasta-ogrodu”.
Na jego terenie znajduje się XVI Liceum Ogólnokształcące i Gimnazjum nr. 45 im. Powstańców Warszawy, ogródek jordanowski, budynek pierwszego w Nowej Hucie urzędu pocztowego – Kraków 28 oraz budynek dawnego CKiS Fama (poprzednio restauracja Gigant).

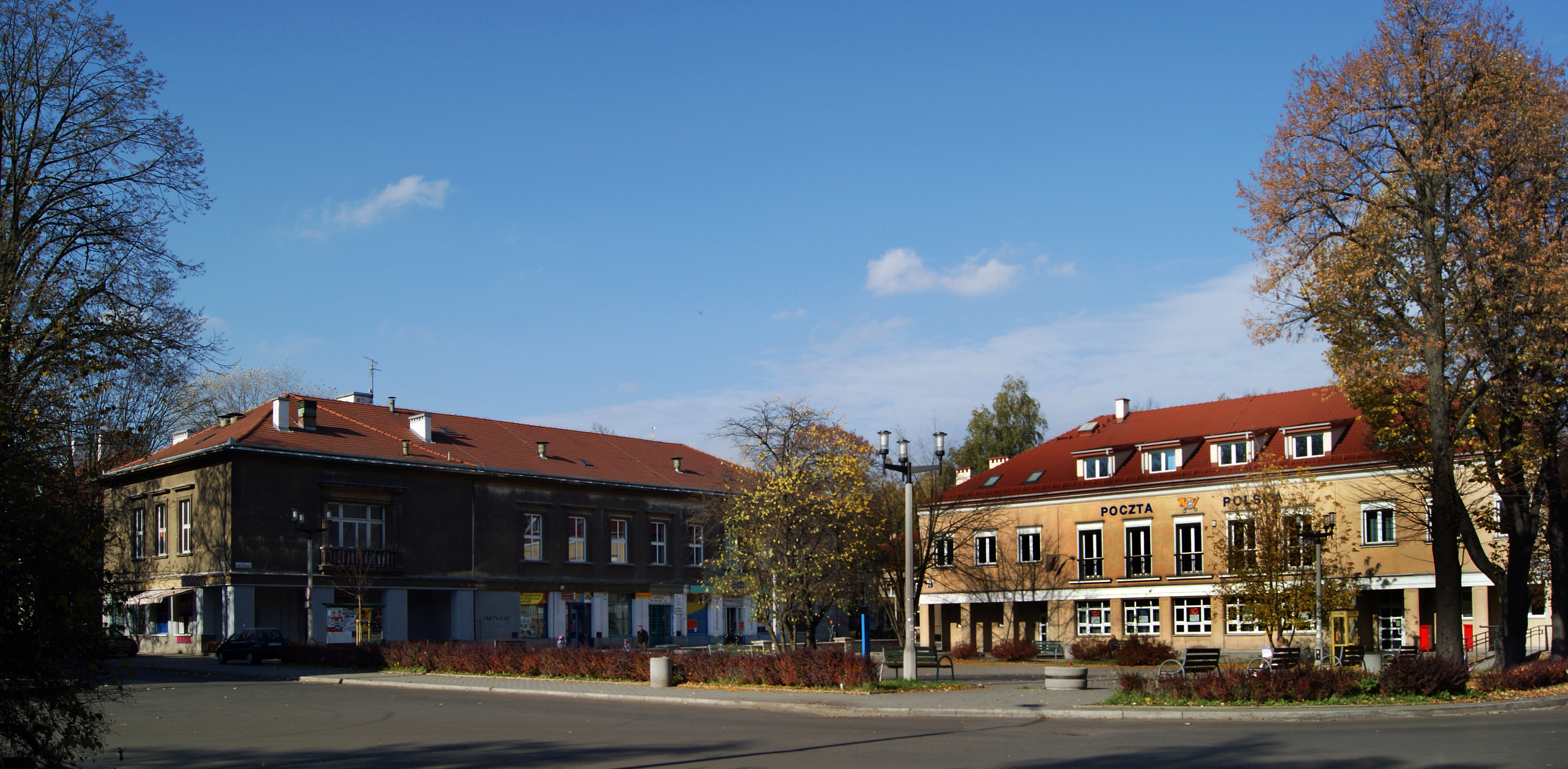
Plac Przy Poczcie. Budynki d. CKiS Fama oraz pierwszej poczty w Nowej Hucie-UPT Kraków 28.
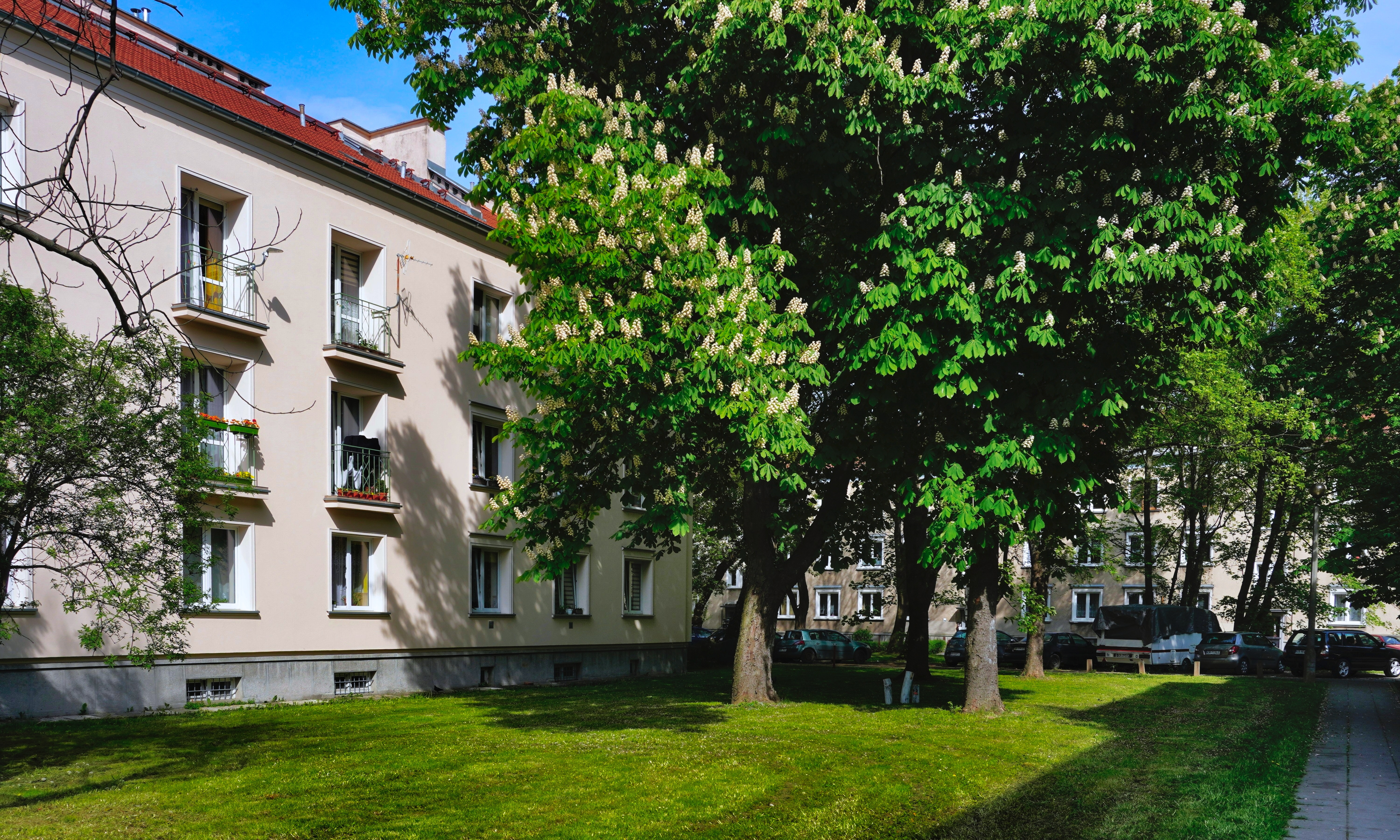
Wnętrze osiedla os. Willowe 4 i 9
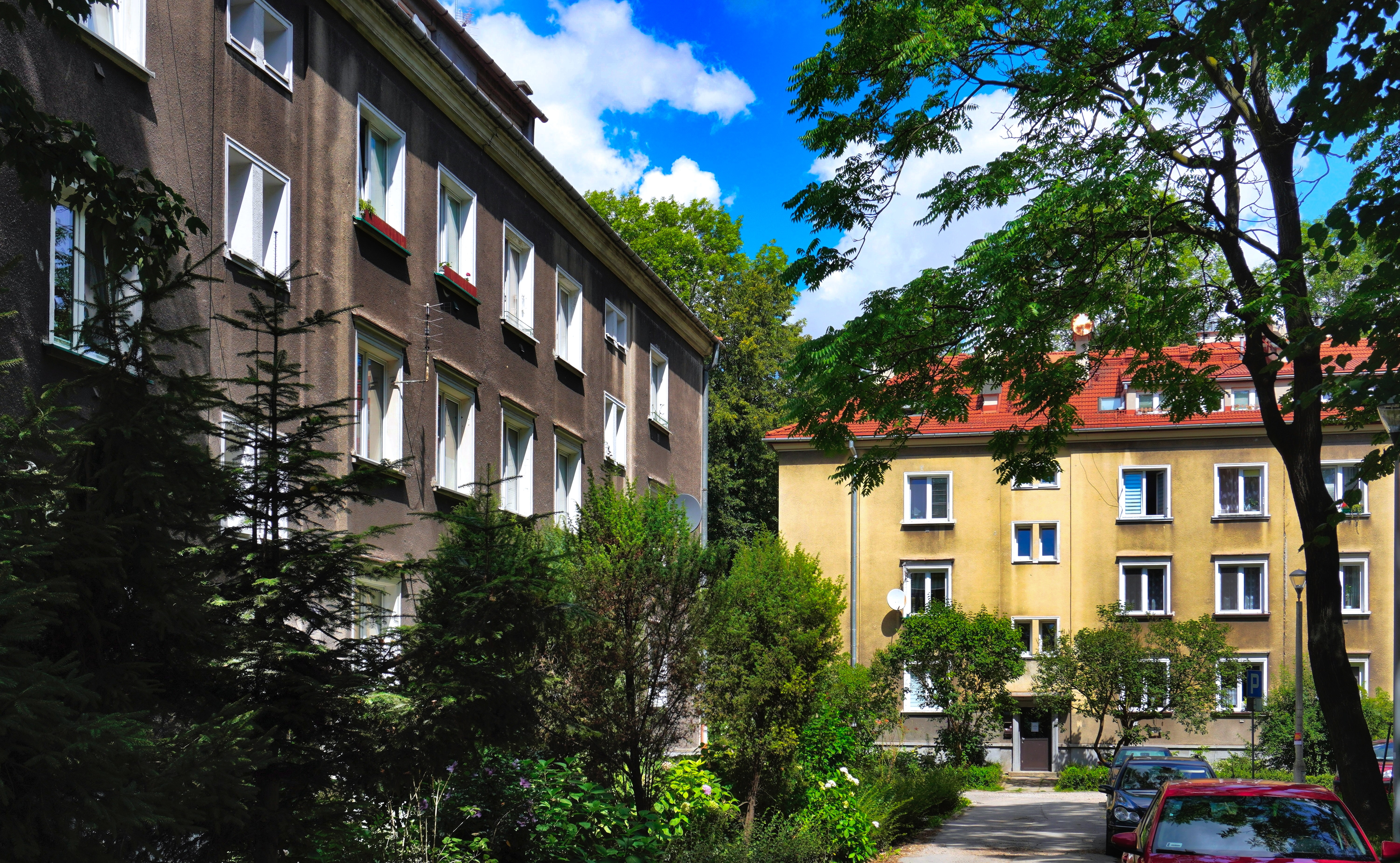
Wnętrze osiedla os. Willowe 11 i 17
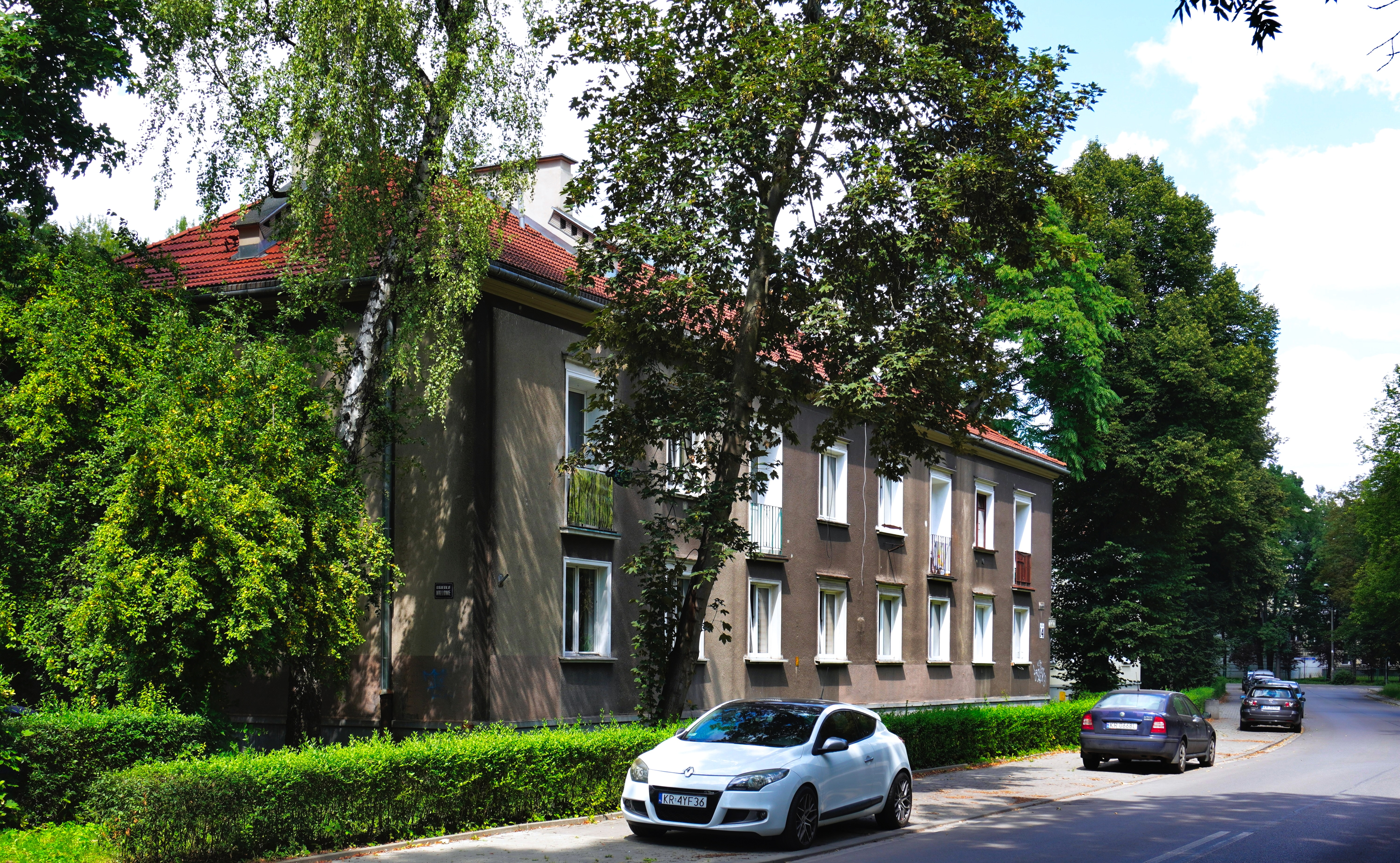
Widok od ul. Daniłowskiego os. Willowe 14
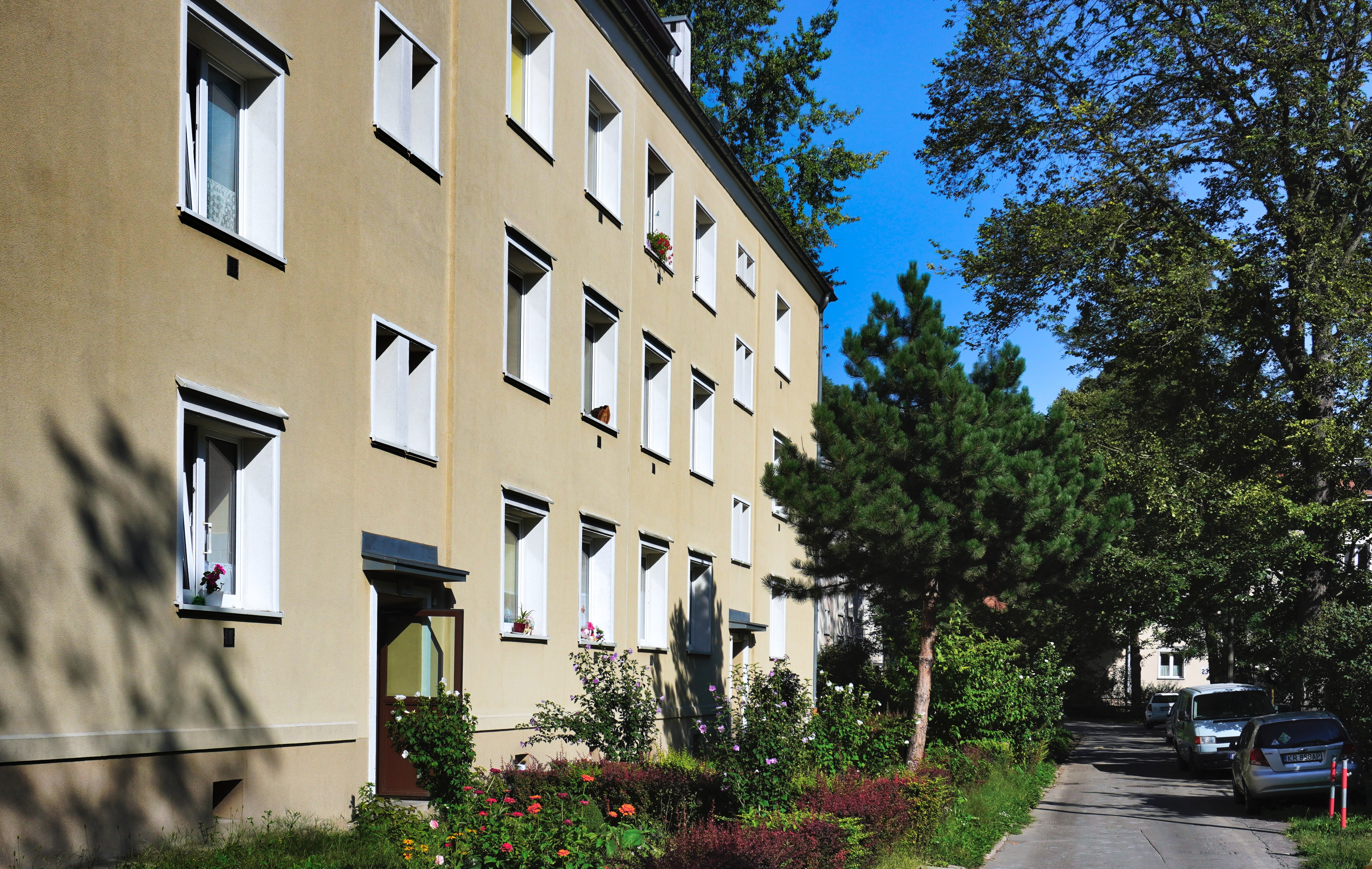
Wnętrze osiedla os. Willowe 21
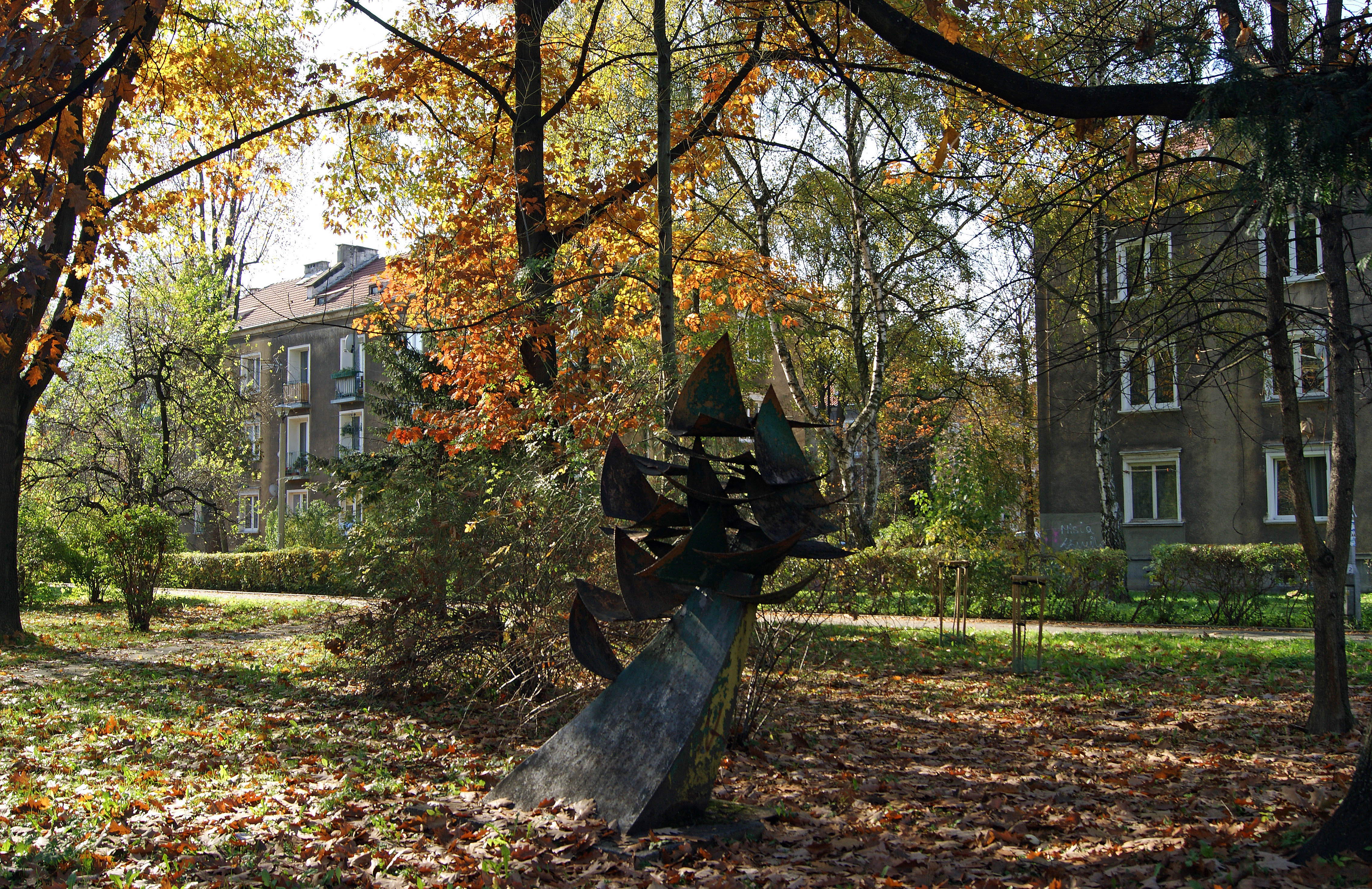
Rzeźba, ok. 1965, autor Lucjan Orzech.
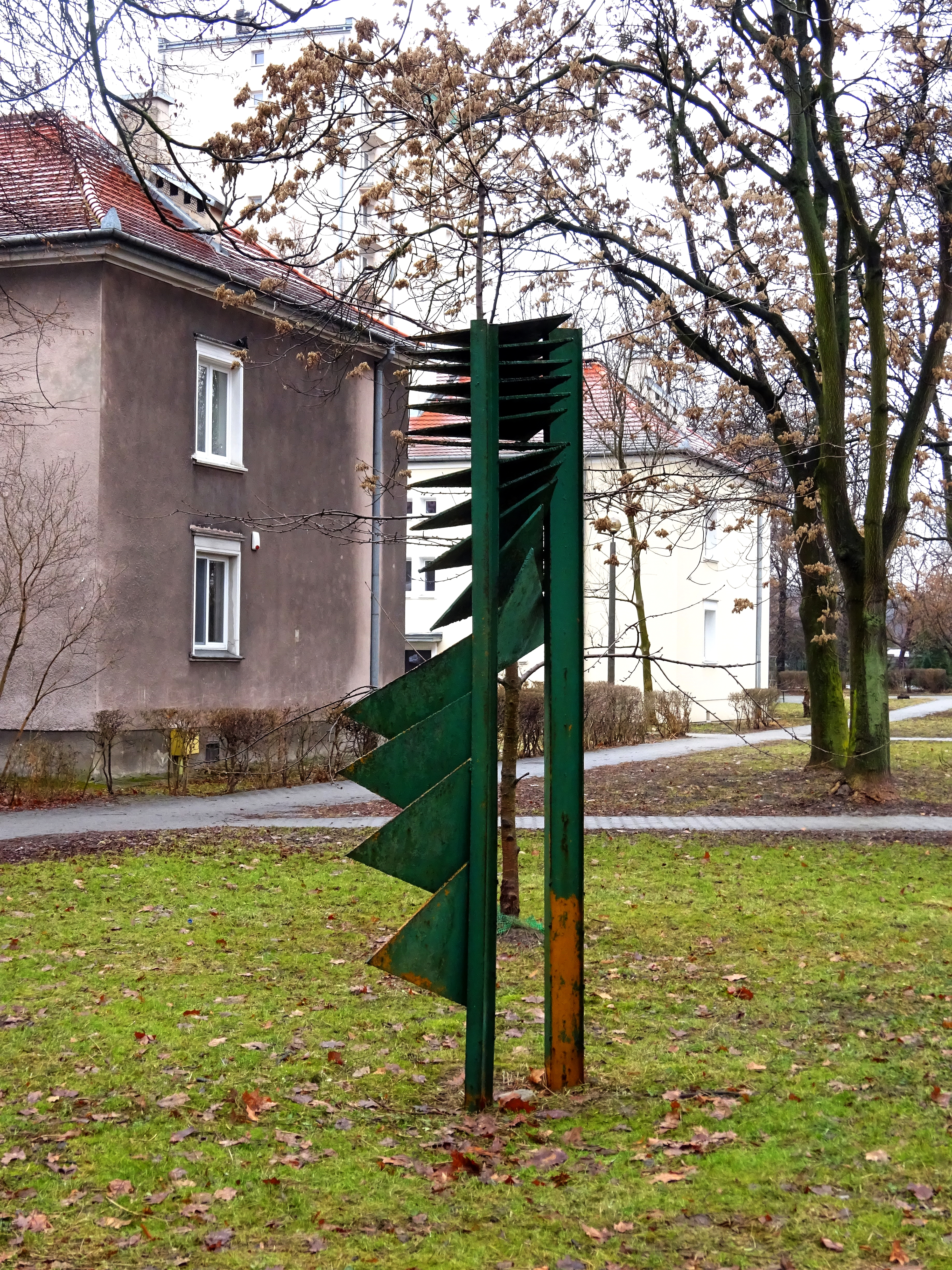
Metalowa, abstrakcyjna rzeźba na osiedlu
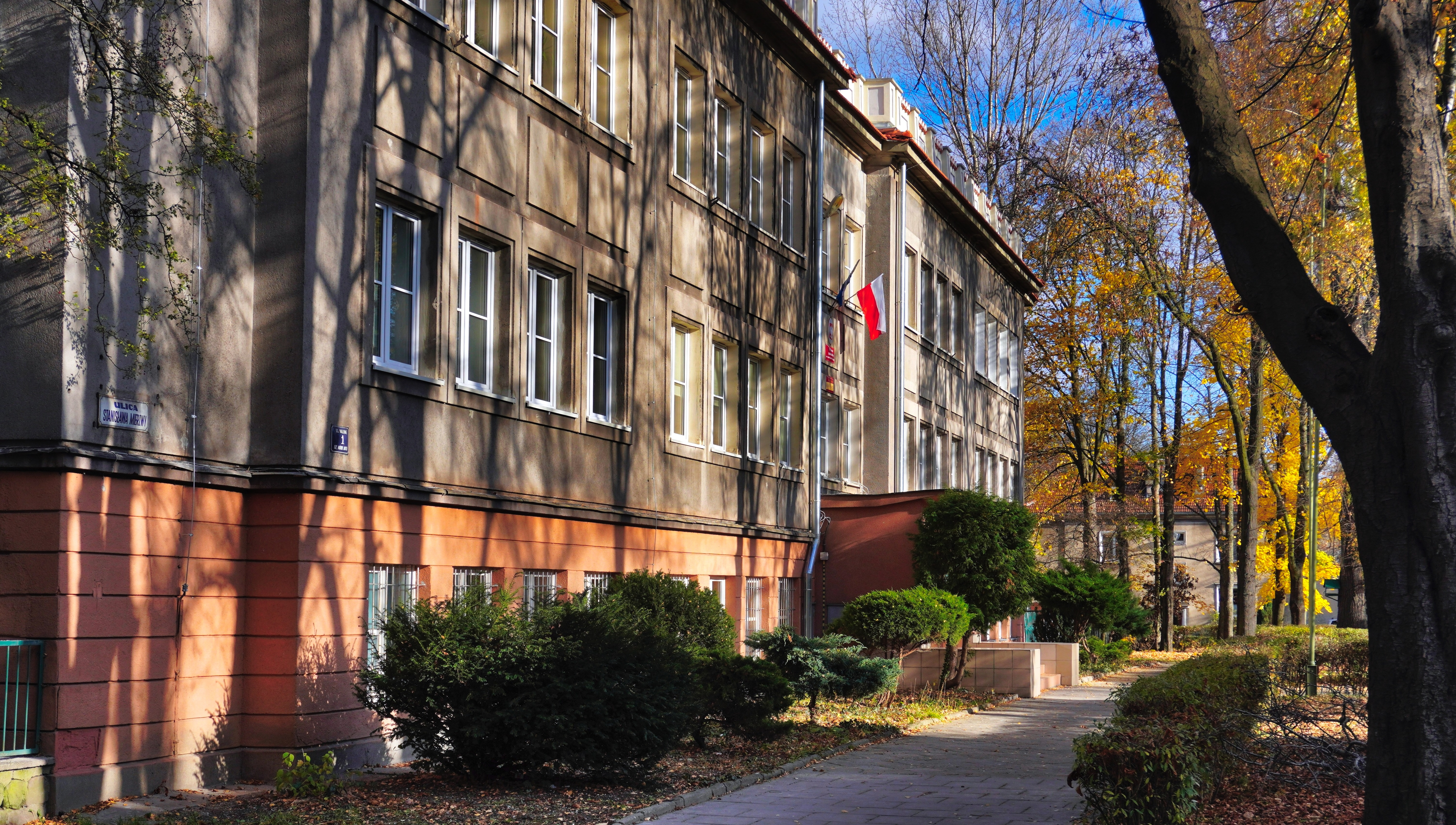
XVI Liceum Ogólnokształcące